# Calymmaria lora
Calymmaria lora là một loài nhện trong họ Hahniidae.
Loài này thuộc chi Calymmaria. Calymmaria lora được Ralph Vary Chamberlin & Wilton Ivie miêu tả năm 1942.